# Іннокентьєвка (Нанайський район)
Інноке́нтьєвка (рос. Иннокентьевка) — село у складі Нанайського району Хабаровського краю, Росія. Адміністративний центр та єдиний населений пункт Іннокентьєвського сільського поселення.

## Населення
Населення — 1109 осіб (2010; 1362 у 2002).
Національний склад (станом на 2002 рік):
- росіяни — 91 %